# アドマイヤベガ
アドマイヤベガ（欧字名:Admire Vega、1996年3月12日 - 2004年10月29日）は、日本の競走馬、種牡馬。
1999年の東京優駿（日本ダービー）で優勝。その他の勝ち鞍に、1998年のラジオたんぱ杯3歳ステークス（GIII）、1999年の京都新聞杯（GII）。主戦騎手は武豊で、全戦に騎乗した。キストゥヘヴンやブルーメンブラット、テイエムドラゴン、メルシーモンサンの父、ニホンピロアワーズの母父として知られる。
1993年牝馬クラシック二冠のベガの初仔である。全弟にセントライト記念を勝ったアドマイヤボス、半弟に朝日杯フューチュリティステークスや帝王賞などGI級競走7勝のアドマイヤドン（父:ティンバーカントリー）がいる。

## デビューまで

### 誕生までの経緯
アドマイヤベガの母ベガは、社台ファーム創業者吉田善哉の妻吉田和子が所有したトニービン産駒の牝馬である。1993年に競走馬としてデビューし、史上9頭目の牝馬クラシック二冠を果たした。桜花賞のレース直前、馬主の近藤利一は和子の次男吉田勝己に対して「ベガを、いまレース前に1億円で譲ってくれませんか」と懇願。勝己は「いやあ、これは母の馬ですから」と拒否したが近藤は引き下がらず「それなら、ベガの仔を私に売ってください。約束ですよ。」と交渉していた。
ベガは翌1994年も現役を続行したが、夏の宝塚記念直後に左前脚の指骨骨折を発症しそのまま引退。その翌年の1995年から、ノーザンファームにて繁殖牝馬となった。初年度の交配相手には、初年度産駒のフジキセキやジェニュインなどが活躍中のサンデーサイレンスが選ばれる。種付けには人間を手こずらせたが、受胎を果たす。受胎したのは双子であり、誕生までに片方が取り除かれている。

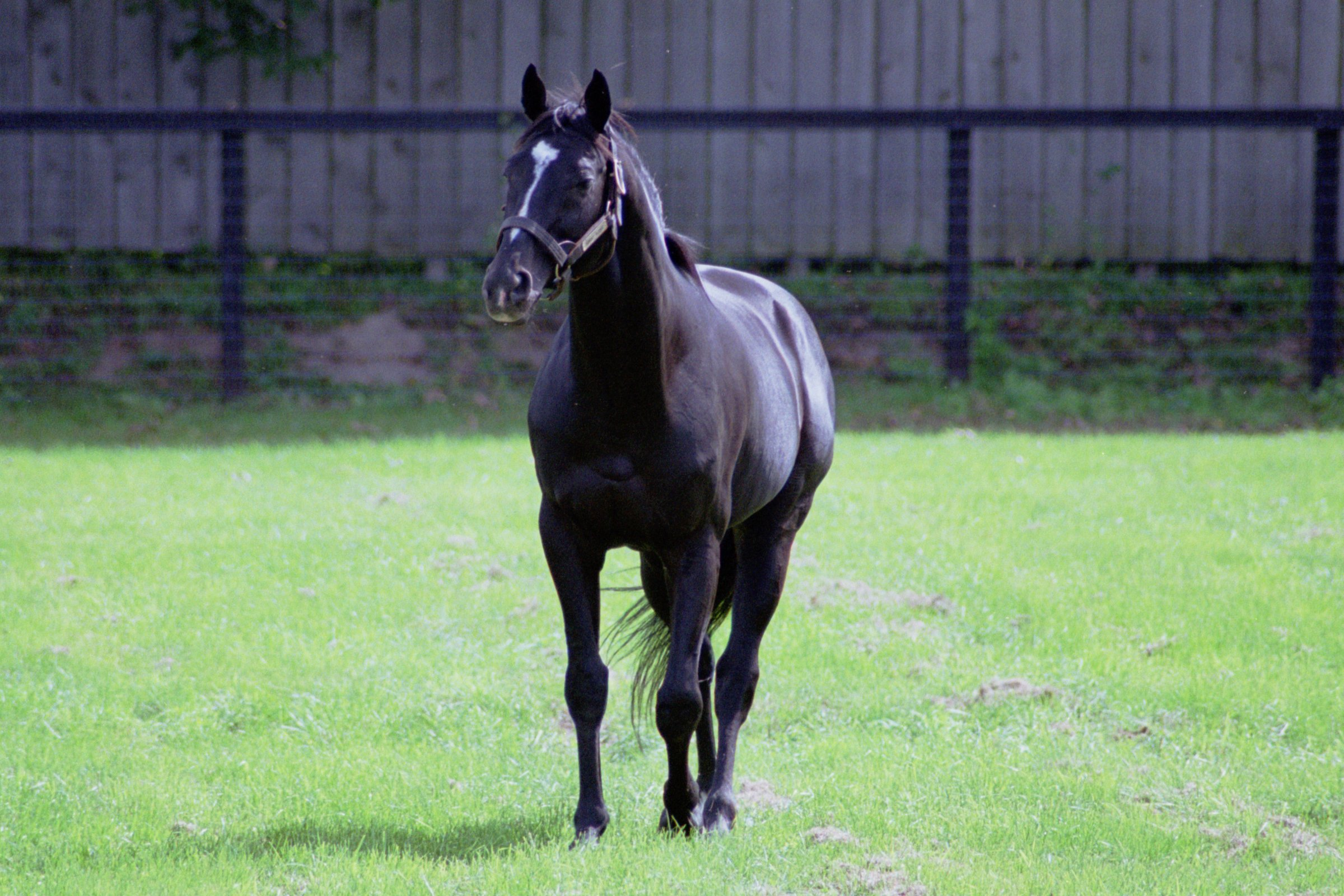
サンデーサイレンス

### 幼駒時代

近藤利一の勝負服

1996年3月12日、北海道早来町のノーザンファームにてベガの初仔（後のアドマイヤベガ）が誕生する。母は授乳が、仔は乳飲みが上手だった。仔は放牧地の雪の上では人間の手がなくとも正しく立つ手間のかからない仔だったという。初仔は前出の桜花賞の件もあり、ほどなく近藤の所有が決定する。近藤は十数年の関係にある栗東トレーニングセンター所属の調教師橋田満に声を掛け、橋田厩舎への入厩が内定する。
初仔は近藤の冠名「アドマイヤ」に母名を組み合わせた「アドマイヤベガ」と名付けられた。母ベガを吉田和子が所有するきっかけとなったのは前脚が内側に曲がっていたことだったが、仔も母ほどではないが曲がっていた。また初仔のために体は小さく、橋田によれば「サンデーサイレンスの仔は骨太には出ない（中略）が、それにしても小ぶりで華奢」だったという。ただし少し曲がった脚を持つアドマイヤベガにとって小ぶりな馬体は脚への負担が小さくなるという点で都合が良く、母が苦しんだ自らとの戦いをせずに済んだ。
アドマイヤベガはベガの初仔という血統背景から牧場内での期待も高かったが、生後1か月に検分した橋田によれば「普通の馬」であり、牧場でも同様に注目を集めるというほどでもなかった。ベガと再会するためにノーザンファームを訪れた武は、ついでにアドマイヤベガを見た際「犬か鹿のような」と感じたという。調教過程に入っても特筆するタイムを叩き出すわけでもなく、ノーザンファーム場長の秋田博章によれば「とにかく平凡な馬」だった。しかし2歳9月になって育成牧場へ移り本格的な調教に乗り出すと、担当の日下和博が騎乗した初日に「軽自動車と最高級車の違いというか。とにかく体全体がヤワい（中略）バネがあって、いくら乗っていても疲れない。この仕事に就いて10年目になるんですが、初めてといっていい体験」と振り返るほどの乗り味の良さを感じ取り、さらにメリハリが利く頭の良さもあったと認めている。
育成段階では、擦り傷の一つも作らないアクシデントとは無縁の牧場時代を送った。1998年は猛暑だったためアドマイヤベガは夏は北海道に留め置かれ、夏が過ぎた秋の9月5日に栗東の橋田厩舎に入厩する。橋田は2歳までのアドマイヤベガを馬体のバランスが悪いとして高く見込んでいなかった。しかし牧場で調教が進むにつれて馬体が良化、後に「あの馬がよくなったのは3歳になってから」だったと振り返っている。

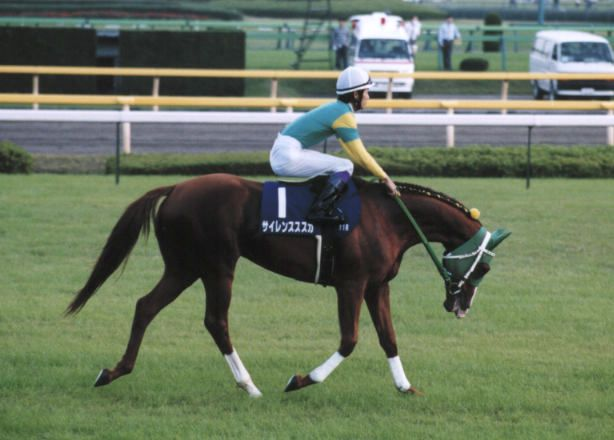
サイレンススズカ

アドマイヤベガは、橋田厩舎の管理馬ではサイレンススズカに続いて2頭目のサンデーサイレンス産駒だった。アドマイヤベガの2歳年上サイレンススズカは、1998年10月まで6連勝中、重賞5連勝中であり、宝塚記念や中山記念、金鯱賞、毎日王冠を優勝する厩舎のエースだった。橋田はサイレンススズカとアドマイヤベガの比較について「とてもきれいな馬で、産まれた時から特別な雰囲気を漂わせていたサイレンススズカなどは、むしろ例外的な存在（中略）その意味でアドマイヤベガは、典型的なサンデー（サイレンス）の仔という感じでしたね」と述べている。アドマイヤベガの主戦騎手には母ベガの主戦騎手であり、連勝中のサイレンススズカの主戦騎手でもあった武が起用される。武の起用は2歳の頃から決まっていたという。
トレーニングセンターでの調教では平凡な内容だった。橋田によれば「高いレベルのなかでの並。高級料理店で出てくる並の料理のようなもの」だったという。しかし橋田はアドマイヤベガの潜在能力の高さを認識し、クラシックで活躍する器だと確信する。そこで翌春のクラシック戦線に余裕を持って臨むために3歳の11月7日の新馬戦でデビューさせ、12月5日のエリカ賞で500万円以下を連勝で突破、それから暮れのラジオたんぱ杯3歳ステークスで優勝し、3歳のうちに十分な賞金を得て参戦するというローテーションを設定した。

## 競走馬時代

### 3歳（1998年）
1998年11月7日、予定通りの新馬戦（芝1600メートル）でデビューとなる。橋田と武はこの前週の天皇賞（秋）にてサイレンススズカを喪っており、それ以来のコンビ再結成だった。少なくとも橋田はそのわだかまりを捨て去り、気持ちを切り替えて当日を迎えていたという。当日は単勝オッズ1.7倍の1番人気に支持される。最内枠からスタートし、馬群の内側の好位を確保。最終コーナーで外に持ち出してから進出しようと企んでいたが進路が塞がって内に転進せざるを得ず、空いていた馬場の最内を突いて進路を確保。それから末脚を発揮して先頭を争う2頭をかわすと後は独走、後方に2馬身半差をつけて先頭で決勝線を通過した。
しかし審議によりアドマイヤベガの進路妨害行為が認められて降着処分を受ける。最内を突いた際にその最内後方にいたフロンタルアタックの前面に接触しており、フロンタルアタックが躓いてしまったためだった。結果1位入線を果たしたものの被害を受けた4位入線のフロンタルアタックに次ぐ4着となる。クラシックを見つめる橋田にとってはまさかの敗戦であり、サイレンススズカに続く災難であった。しかし橋田は未勝利ながら予定通りエリカ賞に臨もうと決意。敗戦したその日のうちにエリカ賞に進むと近藤へ提案し、了解を取り付けた。ローテーションを変更することなくエリカ賞への強行を決めた理由は、2戦目の新馬戦もしくは未勝利戦を用いることで様々な予定が狂う事や、クラシックまで予約済みの武を失う危険があるためだった。
12月5日、エリカ賞（500万円以下）への出走が叶う。武にとっては先の新馬戦で下された騎乗停止処分が解けた初日だった。8頭立てで既に勝利を挙げている馬が相手だったが、未勝利のアドマイヤベガが1.2倍の1番人気に推される。スタートから6番手、後方を追走。第3コーナーで3番手、最終コーナーで2番手にまで進出、直線で抜け出した。追い込むスリリングサンデーに迫られたものの、クビ差先着。格上挑戦で初勝利を挙げる。

それから12月26日、予定通りラジオたんぱ杯3歳ステークス（GIII）に臨む。11頭立て、2.1倍の1番人気に支持される。肉薄する2.4倍の2番人気が朝日杯3歳ステークス4着のマチカネキンノホシ、続く10.9倍の3番人気は京都3歳ステークス優勝馬のオースミブライトだった。アドマイヤベガはスタートでやや後れを取り、中団を追走する。第3コーナーで位置を上げて、最終コーナーで大外に持ち出して末脚を発揮、先行勢をすべて差し切ると後方から追い込んだマチカネキンノホシに半馬身差をつけて決勝線を通過、重賞初勝利を挙げる。
この年のJRA賞では全208票中3票を集めて最優秀3歳牡馬の次点となる。受賞したのは朝日杯3歳ステークスを制して204票を集めた同厩舎同馬主のアドマイヤコジーンであった 。アドマイヤコジーンはアドマイヤベガとの使い分けで朝日杯3歳ステークスに出走していた。この後、アドマイヤコジーンとアドマイヤベガは前哨戦までは再び使い分けを行い、アドマイヤコジーンをトライアル競走の弥生賞に、アドマイヤベガをすみれステークスに出走させようと企てる。しかしほどなくアドマイヤコジーンが骨折してクラシック絶望となり、アドマイヤベガが代わって弥生賞に臨むこととなった。

### 4-5歳（1999-2000年）

#### 弥生賞 - 皐月賞
4歳となった1999年の3月7日、弥生賞（GII）に臨む。初めて関東遠征を行い、中山競馬場に移動してからは一時食欲不振に陥っていた。1.5倍の1番人気の支持であり、きさらぎ賞（GIII）優勝馬のナリタトップロードが4.0倍、ホープフルステークス（OP）優勝馬のトウカイダンディーが7.8倍で続いていた。4枠6番が与えられたアドマイヤベガは、スタート直後に今後のために控える競馬を実践するべく後方を追走。第3コーナーから馬場状態の良い外側に持ち出してから追い上げを開始。直線で末脚を発揮し、大外から差し切りを図るが中団から先に抜け出していたナリタトップロードには届かず1馬身後れを取る2着。敗れはしたが皐月賞の優先出走権を獲得した。

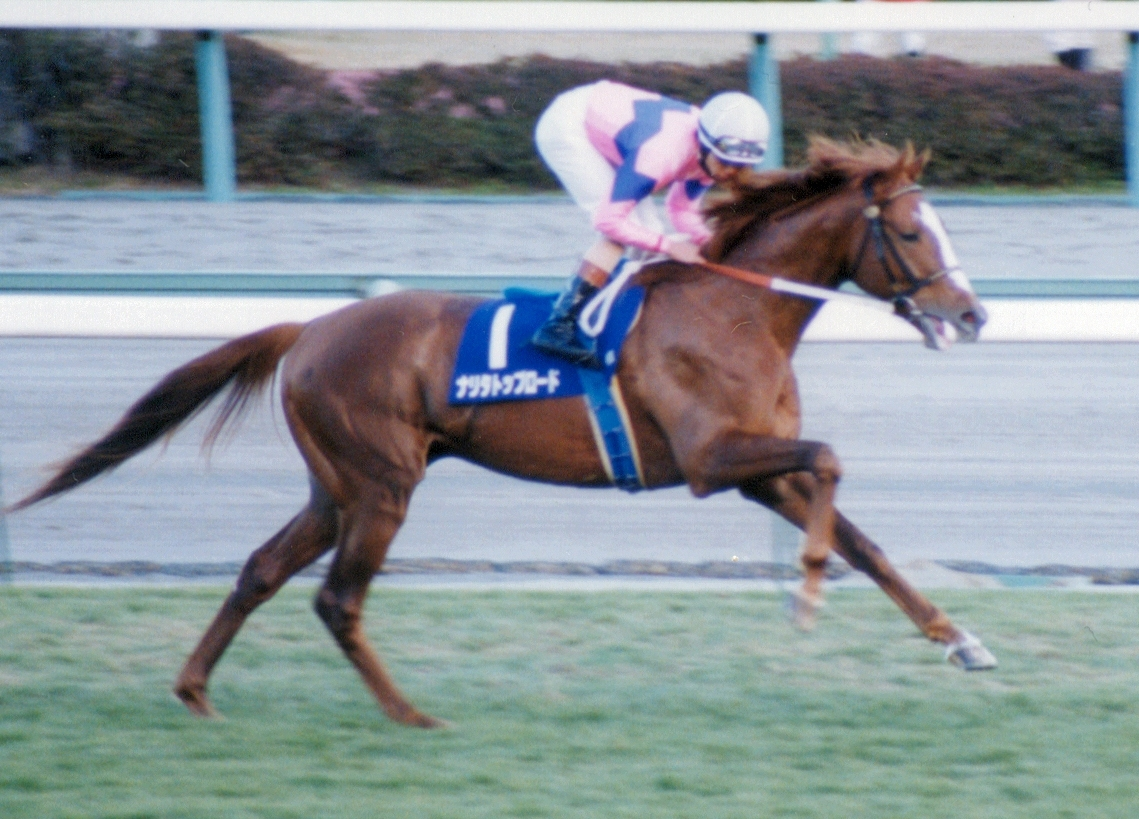
ナリタトップロード

続いて皐月賞を目指したが、調教を積んでいる最中の栗東にて再び食欲不振に陥る。加えて今回は体温も不安定だった。弥生賞直前は初の長距離輸送が堪えたと考えられたが、本拠地栗東での食欲不振は原因不明だった。不調を脱するために通常水曜日に行う最終追い切りを遅らせて木曜日に実施するなどの対応を行ったが効果は無く、あまりの不調に出走回避も考えられたが近藤と橋田など陣営が協議し、出走を強行する。

4月18日、皐月賞（GI 出走当日にも不調は続いたままであり馬体重は弥生賞からマイナス12kgであったが、それでも2.7倍の1番人気に支持される。弥生賞で敗れたナリタトップロードが3.3倍の2番人気であり、二強と目されていた。続く3番人気は札幌3歳ステークスを5馬身差で制し、春始動戦の若葉ステークスも制したマイネルプラチナムの6.9倍であり、以降ニシノセイリュウ、テイエムオペラオー、オースミブライトという具合だった。当日は良馬場ながら雨が降る中でのレースとなった。アドマイヤベガは1枠2番が与えられたがスタート直前で1枠1番ワンダーファングが立ち上がって負傷し競走除外になり、最内枠からの発走となる。
アドマイヤベガは弥生賞同様スタート直後に後方に控えた。17頭立て12番手に位置し、平均ペースを追走。第3コーナーに差し掛かって前方では中団に構えたナリタトップロードとオースミブライトが台頭しており、アドマイヤベガはそれを追う必要があった。武は弥生賞と同様に大外から追い上げを企てるも後方から来たテイエムオペラオーに先を越されて進路を失ってしまう。急遽外から内に転進し直線で末脚を発揮するが、馬群から抜け出るのが精一杯で先頭争いに加わることは出来なかった。前方では先に抜け出したナリタトップロードとオースミブライトが先頭を争っていたがテイエムオペラオーが大外から末脚を発揮して他をまるごと差し切り優勝。アドマイヤベガはそれらに3馬身以上後れを取る6着となる。

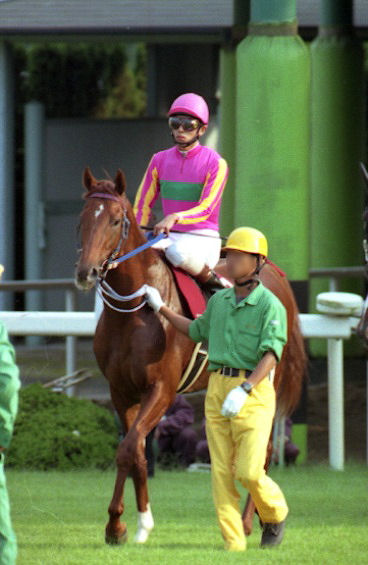
テイエムオペラオー

#### 東京優駿
アドマイヤベガは続戦し、次なる目標をクラシック第二弾の東京優駿に定める。橋田ら陣営は皐月賞での敗因を専ら食欲不振などの不調にあると捉えており、目標に出走し成果を上げるには、1か月という短期間で不調を脱し立て直す必要があった。そのため、この1か月はトレーニングよりも体調良化に集中。特に担当の持ち乗り調教助手の児玉武大は毎日アドマイヤベガの状態を見極めたうえで最適な調教を選択していた。本番が近づくにつれて不調を脱し、さらに成長することも出来たという。

そして6月6日、東京優駿（日本ダービー）（GI）当日の馬体重は皐月賞に比べてプラス10キログラムであり、弥生賞とほぼ同じに。当日午後1時時点のオッズは4.5倍だったが、馬体重が発表されてから人気が上昇し、最終的に3.9倍という支持を集めた。皐月賞3着のナリタトップロードも同様に3.9倍であり、票数の差でナリタトップロードが1番人気、アドマイヤベガが2番人気に。皐月賞優勝馬のテイエムオペラオーが4.2倍の3番人気で続き、人気を分け合った3頭が「三強」と認識されていた。三強の後には、皐月賞2着のオースミブライト、青葉賞優勝馬のペインテドブラック、プリンシパルステークス優勝馬のブラックタキシードが続いていた。18頭が出走する中、アドマイヤベガは1枠2番を与えられる。騎乗する武は前日に中京競馬場で近藤と接触して「思い切った乗り方」をすると予告、近藤も承諾していた。
好スタートを見せたアドマイヤベガだったが、これまで通りに控えて後方待機、15番手となる。テイエムオペラオーは8番手、ナリタトップロードが11番手であり、他2頭を見下ろすことができる位置だった。平均ペースの中、逃げ馬と後方待機馬の間隔が広い縦長の展開となった。第3コーナーからまずテイエムオペラオーが進出を開始し、ナリタトップロードがそれを外から捕まえにかかった。一方のアドマイヤベガはすぐには動かず、最終コーナー付近で最内から大外に持ち出してから、追い上げを開始。
直線ではテイエムオペラオーとナリタトップロードが先行勢を吸収し先頭に並び立っており、その外から接近する。やがてテイエムオペラオー、ナリタトップロード、アドマイヤベガの順で内から外に雁行する形となった。残り200メートル、坂を登り切ったあたりから先に抜け出していたテイエムオペラオーの足が鈍り、代わってナリタトップロードが単独先頭となったがこちらもほどなく鈍る。そして大外から遅れてスパートしたアドマイヤベガが2頭をまとめて差し切り、先頭で決勝線を通過する。
ダービー戴冠、走破タイム2分25秒3は1990年にアイネスフウジンの樹立したレースレコードタイ記録。またダイナカール・エアグルーヴ母娘以来3年ぶり史上7頭目となる母仔のクラシック優勝となった。武は前年のスペシャルウィークに続いて史上初となるダービー連覇。橋田と近藤は管理馬及び所有馬でのダービー初勝利。ノーザンファームは1996年フサイチコンコルド以来の2勝目だった。
武は「ビシビシ鍛えてダービーに臨んだわけではなかったので、そのあたりが少し心配でしたが、いい感触でゲートインすることができました（中略）4コーナーで外に出した時も回り切る時にうまく出すことができたし追い出しのタイミングも最高でした。昨年のスペシャルウィークと同じで、デビュー前からこの馬でダービーに行きたいと思っていました。お母さんにオークスを勝たせてもらって、息子にはダービーを勝たせてもらった。夢ような〔ママ〕素晴らしい親仔と巡り合うことができました。」と話している。

#### 秋 - 引退
ダービーから数日後の6月9日に、ノーザンファームに帰還し放牧、夏休みとなる。7月中旬には運動を再開し、8月9日からは実際の競馬を思い出すために函館競馬場に一旦滞在。9月1日に栗東に帰厩する。陣営は、秋の目標をクラシック第三弾の菊花賞に設定し、前哨戦については古馬相手の京都大賞典かトライアル競走の京都新聞杯のどちらかを想定していた。この年は夏の北海道が例年になく猛暑で帰厩が遅れたため、開催時期が後の京都新聞杯を選択した。
10月17日の京都新聞杯（GII）ではダービー2着のナリタトップロード、同4着かつ宝塚記念6着、さらに神戸新聞杯優勝から臨むオースミブライトとの対決となり、ナリタトップロードが2.8倍で1番人気、アドマイヤベガが3.0倍、オースミブライトが3.6倍と続いていた。アドマイヤベガはスタートからオースミブライトとともに後方待機。中団にはナリタトップロードがいた。平均ペースの追走を経て、第3コーナーから進出を企てて馬群に突入しようと考えたが進路が見当たらず、仕方なく大外に持ち出してスパートを実行。前方では先行して抜け出していたメジロロンザンをナリタトップロードが追っており、アドマイヤベガはそのナリタトップロードを外から追う形となった。ナリタトップロードがメジロロンザンを下して先頭に立った時にはアドマイヤベガはナリタトップロードの傍らまで接近しており、まもなくかわして先頭交替。最後には武が手綱を緩める余裕を見せて先頭で決勝線通過を果たす。ナリタトップロードにクビ差をつけて重賞3勝目、1992年ミホノブルボン、ライスシャワー以来となるダービーワンツーによるワンツーフィニッシュとなった。武は第3コーナーから外を回し、ペース的に有利な先行勢を封じたことについて「最悪とも言える展開になって、それでも余裕を持って差し切れたというのはやはり自信につながりますね。菊花賞で、あれ以上の悪い形になることはないでしょうから」と述べていた。

11月7日、本番の菊花賞（GI）では外枠8枠14番が与えられる。逃げ馬が続々回避して逃げ馬不在の超スローペースになると目されており、追い込みのアドマイヤベガにとって不利な条件が重なっていた。それでも最悪の展開と称された京都新聞杯を覆したことで人気が集中、ナリタトップロードや京都大賞典3着から臨むテイエムオペラオーを上回る2.3倍の1番人気に支持された。
スタートしてアドマイヤベガは中団馬群の外側を追走。予想通り超スローペースの展開となり、余計な距離を走らされたうえに逆転の難しい展開に追い込まれた。加えて人気が集中した事で他騎手からのマークも厳しくなり、進路を塞がれてしまった。2周目から打開を試みるも進路が見つからず、武は「さすがにカッときました」と振り返っている。追い上げられないまま最終コーナーに達し、最内を突こうとしたがこれも塞がれ、仕方なく大外に持ち出してからのスパート。しかしスムーズに抜け出して競り合ったテイエムオペラオー、ナリタトップロード、ラスカルスズカとは大きな差があり、追い上げても届かなかった。先頭争い3頭はクビ差でナリタトップロードが制したが、アドマイヤベガはその3頭に約3馬身以上離された6着となる。片山良三によれば、アドマイヤベガに降りかかったのは武の京都新聞杯後のコメントを引用して「最悪の上を行く最悪」だったとしている。
菊花賞の後は続戦せずに福島県いわき市の競走馬総合研究所常盤支所「馬の温泉」や宮城県山元町の山元トレーニングセンターにて休養となる。この年のJRA賞最優秀4歳牡馬は皐月賞優勝馬のテイエムオペラオーだった。年を越して2000年、4歳となっても春は休養を続けた。7月になって山元トレーニングセンターから函館競馬場に入厩。陣営は秋のオールカマーでの戦線復帰から天皇賞（秋）やジャパンカップへの参戦を目指していたが、7月31日の調教中に左前脚繋靭帯炎を発症し、即日引退が決定した。

## 種牡馬時代
競走馬引退後は総額12億円（一株2000万円×全60株）のシンジケートが結成され、2001年から北海道早来町の社台スタリオンステーションで種牡馬として供用される。初年度から145頭、2年目には183頭、3年目には161頭、4年目には176頭の繁殖牝馬を集めた。4年目になる2004年の種付けシーズンを終えた夏に初年度産駒がデビューし、ストーミーカフェが札幌2歳ステークス（GIII）を制して産駒JRA重賞初勝利、他にもレキシントンブルーがききょうステークス（OP）を勝利するなど2歳（現行表記）から勝ち上がりが続出。この年の2歳リーディングサイアーランキングは5位、新種牡馬に限定したサイアーランキングであるフレッシュマンサイアーランキングではフレンチデピュティ、マイネルラヴに次ぐ3位であった。飽和するサンデーサイレンス産駒種牡馬としては突出した成績であり、サンデーサイレンスの後継者争いに名乗りを上げたと考えられた。
しかしそんな矢先の10月28日に疝痛を発症し、次第に悪化。北海道苫小牧市の社台ホースクリニックに運ばれたが力尽き、8歳（現行表記）で死亡。死因は偶発性胃破裂だった。11月23日には社台スタリオンステーションにて近藤夫妻、橋田、吉田勝己、吉田照哉、参議院議員の橋本聖子らが臨席して告別式が行われ、ファン50人を含む総勢200人が弔問した。近藤は弔辞の中で「私にとって夢と希望を与えてくれた馬」と述べている。墓はスタリオンステーション内、サンデーサイレンスと同じ場所に建立された。2006年には母ベガが仔に遅れて亡くなるが、ベガは同じ一角に埋葬されている。
遺した産駒は4世代に留まったが、急死したアドマイヤベガに向けた「天国へのキス」と命名された2年目産駒のキストゥヘヴンが2006年の桜花賞を制し、父母、父、娘の三代連続でクラシック優勝を達成している。その他にも初年度産駒のテイエムドラゴンが2005年中山大障害を、2年目産駒のブルーメンブラットが2008年のマイルチャンピオンシップを、ラストクロップとなる4年目産駒のメルシーモンサンが2010年の中山グランドジャンプを優勝。その他にも重賞優勝馬を輩出した。また、ブルードメアサイアーとしての産駒としては2012年のジャパンカップダートを優勝したニホンピロアワーズがいる。

## 競走成績
以下の内容は、netkeiba.com、JBISサーチ、『優駿』2005年3月号並びに2012年6月号の情報に基づく。
| 競走日     | 競馬場 | 競走名             | 格   | 距離（馬場）  | 頭 数 | 枠 番 | 馬 番 | オッズ （人気） | 着順 | タイム （上り3F） | 着差 | 騎手  | 斤量 [kg] | 1着馬（2着馬）         | 馬体重 [kg] | 備考       |
| ---------- | ------ | ------------------ | ---- | ------------- | ----- | ----- | ----- | --------------- | ---- | ----------------- | ---- | ----- | --------- | ---------------------- | ----------- | ---------- |
| 1998.11.07 | 京都   | 3歳新馬            |      | 芝1600m（良） | 14    | 1     | 1     | 001.70（1人）   | 04着 | R1:35.1（34.9）   | -0.4 | 0武豊 | 54        | マヤノマタドール       | 456         | [ 注釈 2 ] |
| 0000.12.05 | 阪神   | エリカ賞           | 5下  | 芝2000m（稍） | 8     | 6     | 6     | 001.20（1人）   | 01着 | R2:06.1（35.9）   | -0.0 | 0武豊 | 54        | （スリリングサンデー） | 464         |            |
| 0000.12.26 | 阪神   | ラジオたんぱ杯3歳S | GIII | 芝2000m（良） | 11    | 4     | 4     | 002.10（1人）   | 01着 | R2:04.1（34.8）   | -0.1 | 0武豊 | 54        | （マチカネキンノホシ） | 454         |            |
| 1999.03.08 | 中山   | 弥生賞             | GII  | 芝2000m（稍） | 15    | 4     | 6     | 001.50（1人）   | 02着 | R2:03.7（35.0）   | -0.2 | 0武豊 | 55        | ナリタトップロード     | 456         |            |
| 0000.04.18 | 中山   | 皐月賞             | GI   | 芝2000m（良） | 17    | 1     | 2     | 002.70（1人）   | 06着 | R2:01.3（35.9）   | -0.6 | 0武豊 | 57        | テイエムオペラオー     | 444         |            |
| 0000.06.06 | 東京   | 東京優駿           | GI   | 芝2400m（良） | 18    | 1     | 2     | 003.90（2人）   | 01着 | R2:25.3（34.4）   | -0.1 | 0武豊 | 57        | （ナリタトップロード） | 454         |            |
| 0000.10.17 | 京都   | 京都新聞杯         | GII  | 芝2200m（良） | 18    | 6     | 11    | 003.00（2人）   | 01着 | R2:12.3（34.6）   | -0.0 | 0武豊 | 57        | （ナリタトップロード） | 458         |            |
| 0000.11.07 | 京都   | 菊花賞             | GI   | 芝3000m（良） | 15    | 8     | 14    | 002.30（1人）   | 06着 | R3:08.2（34.4）   | -0.6 | 0武豊 | 57        | ナリタトップロード     | 458         |            |

## 種牡馬成績

### 年度別成績
以下の内容は、JBISサーチの情報に基づく。
| 種付年度 | 種付頭数 | 生産頭数 | 血統登録頭数 | 出走頭数 | 勝馬頭数 | 重賞勝馬頭数 | AEI  | CPI  |
| -------- | -------- | -------- | ------------ | -------- | -------- | ------------ | ---- | ---- |
| 2001     | 145      | 90       | 89           | 76       | 42       | 3            | 1.80 |      |
| 2002     | 183      | 117      | 110          | 100      | 52       | 4            | 1.97 |      |
| 2003     | 161      | 118      | 119          | 103      | 60       | 2            | 1.14 |      |
| 2004     | 176      | 119      | 118          | 108      | 61       | 2            | 1.18 |      |
| 合計     | 合計     | 合計     | 436          | 387      | 215      | 11           | 1.49 | 1.65 |

- 出走頭数、勝馬頭数、重賞勝馬頭数、アーニングインデックス、コンパラブルインデックスは、平地競走に限る。

### 重賞優勝産駒
太字強調は、GI級競走。アスタリスクは、地方競馬各主催者が独自に定める格付けた重賞を表す（ダートグレード競走を除く）。
- 2002年産
  - アドマイヤフジ（牡、母父:ビーマイゲスト（2006年日経新春杯、2008-09年中山金杯）
  - ストーミーカフェ（牡、母父:レインボウクエスト（2004年札幌2歳ステークス、2005年共同通信杯）
  - テイエムドラゴン（牡、母父:マルゼンスキー（2005年中山大障害、2005、07年京都ハイジャンプ、2006年阪神スプリングジャンプ）
  - ヒカルベガ（牡、母父:ジルザル（2009年*スプリングカップ）[42]
- 2003年産
  - キストゥヘヴン（牝、母父:ノーザンテースト（2006年フラワーカップ、桜花賞、2008年京成杯オータムハンデキャップ、2009年中山牝馬ステークス）
  - ブルーメンブラット（牝、母父:トップサイダー（英語版）（2008年府中牝馬ステークス、マイルチャンピオンシップ）
  - プレミアムボックス（牡、母父:ターゴワイス（英語版）（2008年オーシャンステークス、2009年CBC賞、京阪杯）
  - ニホンピロレガーロ（牡、母父:ニホンピロウイナー（2010年小倉記念）
- 2004年産
  - アルナスライン（牡、母父:エルグランセニョール（2009年日経賞）
  - サンライズベガ（牡、母父:シアトリカル（2011年小倉大賞典）[43]
  - トーワベガ（牡、母父:ウインザーノット（2010年阪神スプリングジャンプ）[44]
  - ギルティストライク（牡→騸、母父:キングマンボ（2010年東京ジャンプステークス）
- 2005年産
  - オースミスパーク（牡、母父:フォーティナイナー（2010年小倉大賞典）[45]
  - メルシーモンサン（牡、母父:ダイヤモンドショール（英語版）（2010年中山グランドジャンプ）
  - エックスダンス（牡、母父:ヘクタープロテクター（2007年*イノセントカップ）[46]

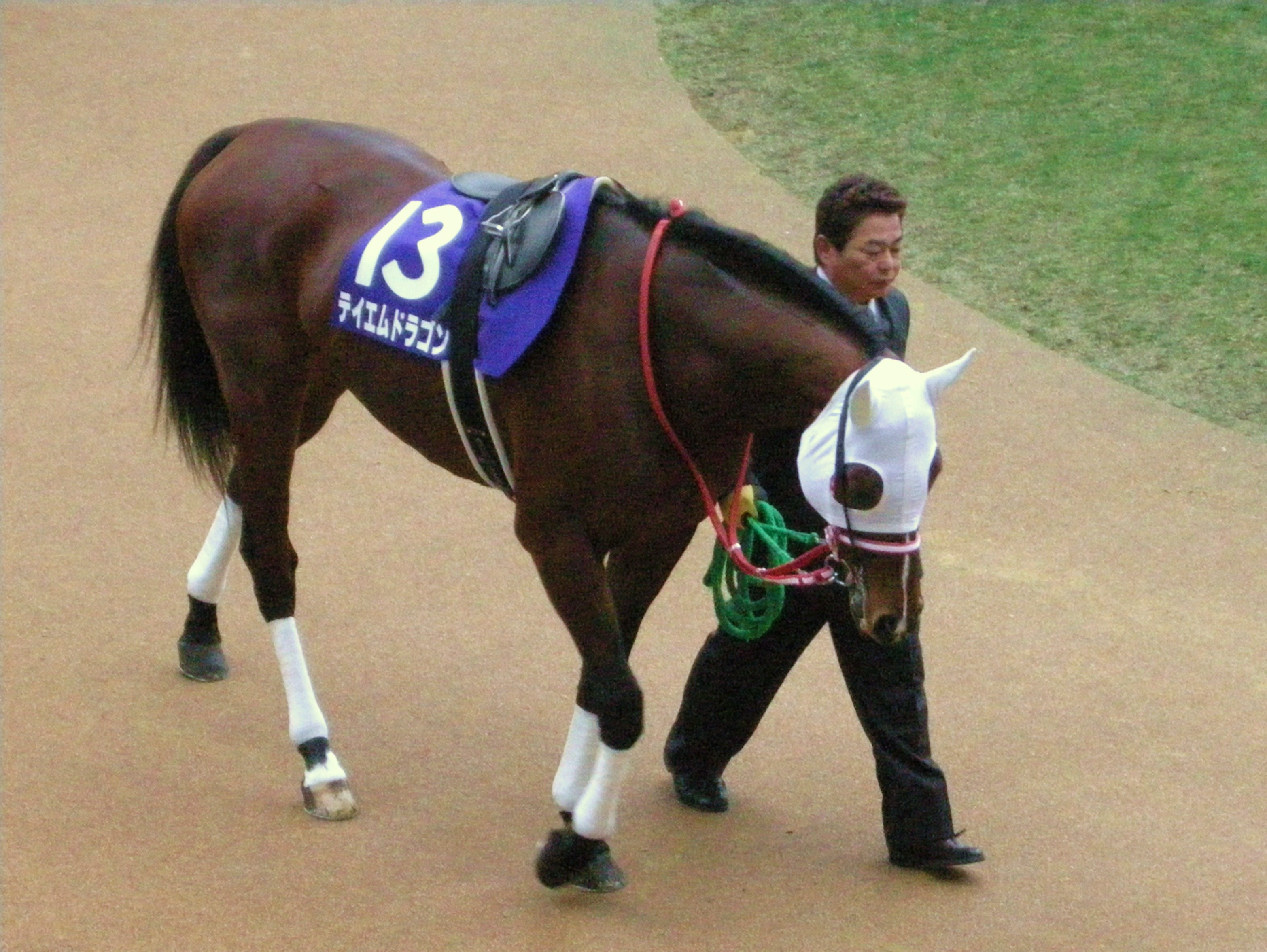
テイエムドラゴン
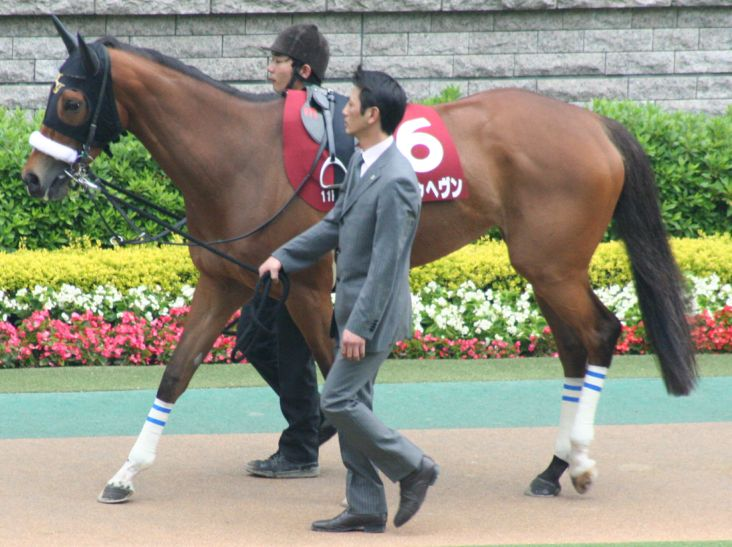
キストゥヘヴン
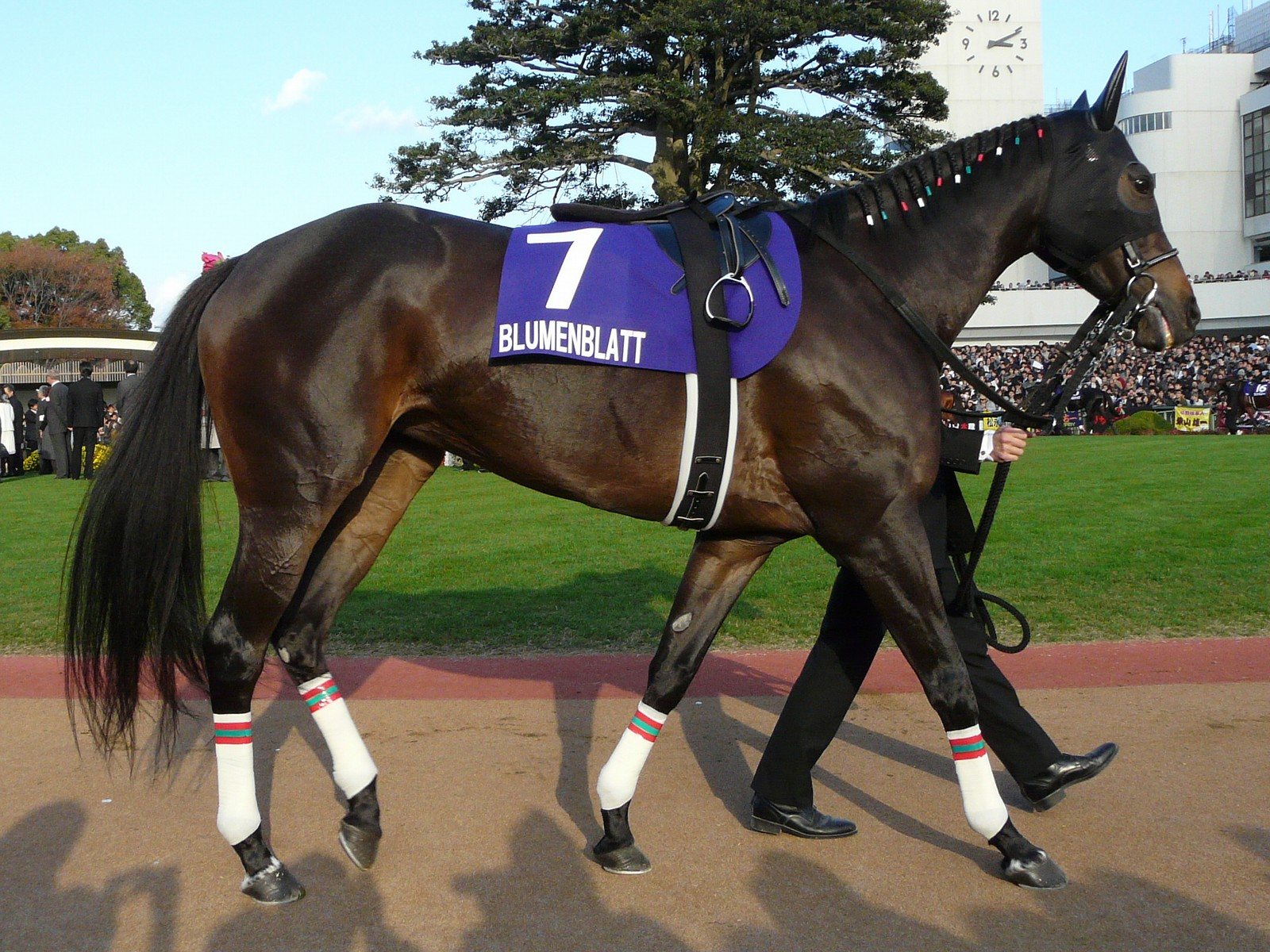
ブルーメンブラット
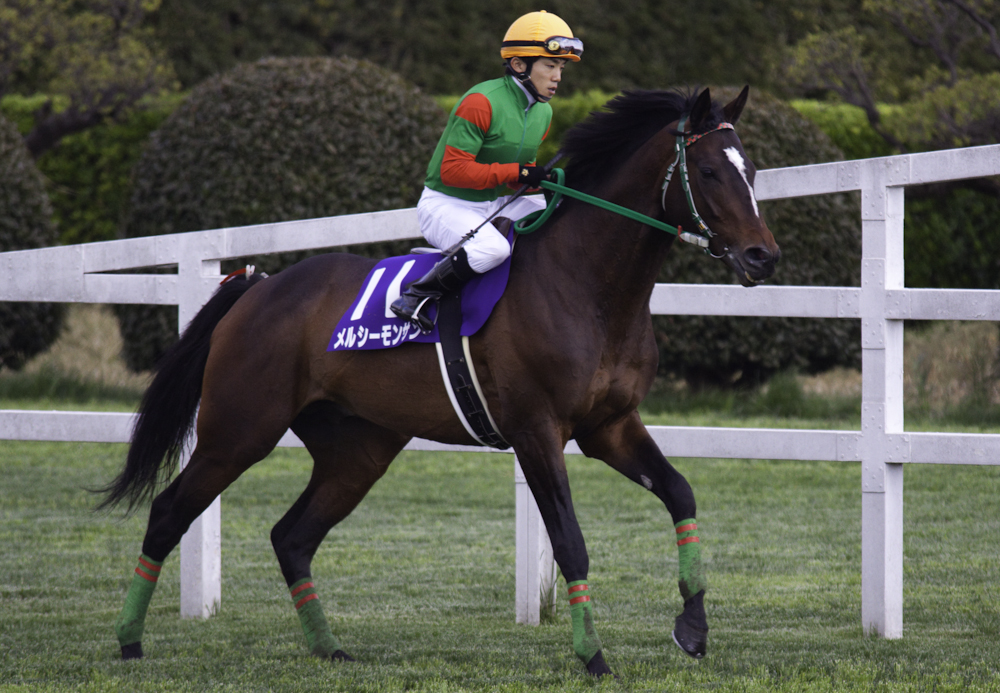
メルシーモンサン

#### 母の父としての産駒
- 2007年産
  - ニホンピロアワーズ（牡、父:ホワイトマズル（2011年名古屋グランプリ、2012年ジャパンカップダート、名古屋大賞典、白山大賞典、2013年平安ステークス、2014年ダイオライト記念、東海ステークス）
- 2011年産
  - Bondeiger（牡、父:War Pass（2018年豪ローンセストンカップ、2019年豪ロードレイムズステークス[注釈 3]）[47]
- 2012年産
  - タガノアザガル（牡、父:バゴ（2015年ファルコンステークス）
- 2018年産
  - タイムトゥヘヴン（牡、父:ロードカナロア（2022年ダービー卿チャレンジトロフィー）
- 2021年産
  - シュトラウス（牡、父:モーリス（2023年東京スポーツ杯2歳ステークス）

## エピソード

### 気性
サンデーサイレンス産駒の特徴に沿って気性は荒く、一度暴れると人間では制御することができなかったという。厩舎もそれには手を焼いており、特にレース当日のパドック周回は二人引きをしていた。また厩舎を周回して体を動かす際は、厩舎の左脇の馬道に差し掛かる時だけ暴れていたという。暴れ具合は児玉を振り払うほどであり、周辺の厩舎に侵入してしまうこともあった。
上述のような気性から、調教は他の馬がいない時間帯に行っていた。児玉は同時期にサイレンススズカの半弟であるラスカルスズカも担当していたが、ラスカルスズカは周囲に他の馬がいないと錯乱する癖があったため児玉はまずラスカルスズカの調教をこなし、その後にアドマイヤベガの調教を行っていた。

### その他のエピソード
- 大好物は「バナナ」。児玉が房からバナナを切り離す音を聞きつけただけで、馬房の奥から飛んでくるという[5]。
- 6月6日の東京優駿を優勝したアドマイヤベガだったが、その最終追い切りの1本目のタイムは66秒6、武豊の騎手コードも「666」だった。皐月賞6着からの参戦だったことから、周囲から「また6着だね」と呼ばれていた[8]。
- 武豊が1993年優駿牝馬（オークス）をベガで制したその日は、武の家にミニチュアダックスフンドを迎える日でもあった。その犬は「ベガ」と名付けられて武が飼い続けていた。そして1999年、その「ベガ」が癌を患ってしまい、それが武にとって気がかりだった。同じ頃、体調不良のアドマイヤベガと臨んだ皐月賞で6着敗退し、アドマイヤベガは続く東京優駿での復調が待たれていた。そんな中、武は「ベガがヤバイんだ」と発言。それを聞いた競馬記者はアドマイヤベガの動向を得ようと慌てふためいたという。しかしそれは犬のベガの事であった[8]。
- 星の王子様と呼ばれた[49]。

## 血統表
| アドマイヤベガの血統                                       | アドマイヤベガの血統                                           | アドマイヤベガの血統             | （血統表の出典）                 | （血統表の出典） |
| 父系                                                       | サンデーサイレンス系/ヘイロー系                                | サンデーサイレンス系/ヘイロー系  | サンデーサイレンス系/ヘイロー系  | [ § 2 ]          |
| 父 *サンデーサイレンス Sunday Silence 1986 青鹿毛 アメリカ | 父の父Halo 1969 黒鹿毛 アメリカ                                | Hail to Reason 1958              | Turn-to                          | Turn-to          |
| 父 *サンデーサイレンス Sunday Silence 1986 青鹿毛 アメリカ | 父の父Halo 1969 黒鹿毛 アメリカ                                | Hail to Reason 1958              | Nothirdchance                    |                  |
| 父 *サンデーサイレンス Sunday Silence 1986 青鹿毛 アメリカ | 父の父Halo 1969 黒鹿毛 アメリカ                                | Cosmah 1953                      | Cosmic Bomb                      | Cosmic Bomb      |
| 父 *サンデーサイレンス Sunday Silence 1986 青鹿毛 アメリカ | 父の父Halo 1969 黒鹿毛 アメリカ                                | Cosmah 1953                      | Almahmoud                        |                  |
| 父 *サンデーサイレンス Sunday Silence 1986 青鹿毛 アメリカ | 父の母Wishing Well 1975 鹿毛 アメリカ                          | Understanding 1963               | Promised Land                    | Promised Land    |
| 父 *サンデーサイレンス Sunday Silence 1986 青鹿毛 アメリカ | 父の母Wishing Well 1975 鹿毛 アメリカ                          | Understanding 1963               | Pretty Ways                      |                  |
| 父 *サンデーサイレンス Sunday Silence 1986 青鹿毛 アメリカ | 父の母Wishing Well 1975 鹿毛 アメリカ                          | Mountain Flower 1964             | Montparnasse                     | Montparnasse     |
| 父 *サンデーサイレンス Sunday Silence 1986 青鹿毛 アメリカ | 父の母Wishing Well 1975 鹿毛 アメリカ                          | Mountain Flower 1964             | Edelweiss                        |                  |
| 母 ベガ 1990 鹿毛 北海道早来町                             | 母の父*トニービン Tony Bin 1983 鹿毛 アイルランド              | *カンパラ 1976                   | Kalamoun                         | Kalamoun         |
| 母 ベガ 1990 鹿毛 北海道早来町                             | 母の父*トニービン Tony Bin 1983 鹿毛 アイルランド              | *カンパラ 1976                   | State Pension                    |                  |
| 母 ベガ 1990 鹿毛 北海道早来町                             | 母の父*トニービン Tony Bin 1983 鹿毛 アイルランド              | Severn Bridge 1965               | Hornbeam                         | Hornbeam         |
| 母 ベガ 1990 鹿毛 北海道早来町                             | 母の父*トニービン Tony Bin 1983 鹿毛 アイルランド              | Severn Bridge 1965               | Priddy Fair                      |                  |
| 母 ベガ 1990 鹿毛 北海道早来町                             | 母の母*アンティックヴァリュー Antique Value 1979 鹿毛 アメリカ | Northern Dancer 1961             | Nearctic                         | Nearctic         |
| 母 ベガ 1990 鹿毛 北海道早来町                             | 母の母*アンティックヴァリュー Antique Value 1979 鹿毛 アメリカ | Northern Dancer 1961             | Natalma                          |                  |
| 母 ベガ 1990 鹿毛 北海道早来町                             | 母の母*アンティックヴァリュー Antique Value 1979 鹿毛 アメリカ | Moonscape 1967                   | Tom Fool                         | Tom Fool         |
| 母 ベガ 1990 鹿毛 北海道早来町                             | 母の母*アンティックヴァリュー Antique Value 1979 鹿毛 アメリカ | Moonscape 1967                   | Brazen                           |                  |
| 母系(F-No.)                                                | アンティックヴァリュー系(FN:9-f)                               | アンティックヴァリュー系(FN:9-f) | アンティックヴァリュー系(FN:9-f) | [ § 3 ]          |
| 5代内の近親交配                                            | Almahmoud4×5                                                   | Almahmoud4×5                     | Almahmoud4×5                     | [ § 4 ]          |
| 出典                                                       | 1. 2. 3. 4.                                                    | 1. 2. 3. 4.                      | 1. 2. 3. 4.                      | 1. 2. 3. 4.      |

- 母ベガは桜花賞・優駿牝馬の勝馬。
- 半弟アドマイヤドン（父ティンバーカントリー）朝日杯フューチュリティステークス・JBCクラシック3連覇など、G1級競走7勝。全弟アドマイヤボスはセントライト記念の勝馬。
- 叔父マックロウは京都記念の勝馬。
- 姪ハープスターは桜花賞の勝馬。